# Brian Aguilar
Brian Mauricio Aguilar Caraballo (Avellaneda, Buenos Aires, Argentina; 13 de abril de 2003) es un futbolista argentino. Juega de lateral derecho y su equipo actual es el Lanús de la Primera División de Argentina.

## Trayectoria
Formado en las divisiones inferiores de  Lanús, Aguilar firmó su primer contrato con el club en la temporada 2019. Debutó en el primer equipo el 25 de abril de 2022, en el empate 1-1 ante Godoy Cruz.

## Selección nacional
Fue citado al Campeonato Sudamericano Sub-20 de 2023.

## Estadísticas
Actualizado al último partido disputado el 2 de abril de 2023
| Club            | Div.          | Temporada     | Liga  | Liga  | Copas nacionales | Copas nacionales | Copas internacionales | Copas internacionales | Total | Total |
| Club            | Div.          | Temporada     | Part. | Goles | Part.            | Goles            | Part.                 | Goles                 | Part. | Goles |
| --------------- | ------------- | ------------- | ----- | ----- | ---------------- | ---------------- | --------------------- | --------------------- | ----- | ----- |
| Lanús Argentina | 1.ª           | 2022          | 7     | 0     | -                | -                | -                     | -                     | 7     | 0     |
| Lanús Argentina | 1.ª           | 2023          | 2     | 0     | -                | -                | -                     | -                     | 2     | 0     |
| Lanús Argentina | Total club    | Total club    | 9     | 0     | 0                | 0                | 0                     | 0                     | 9     | 0     |
| Total carrera   | Total carrera | Total carrera | 9     | 0     | 0                | 0                | 0                     | 0                     | 9     | 0     |